# Hugh Hopper
Hugh Colin Hopper, född 29 april 1945 i Whitstable, Kent, England, död 7 juni 2009, var en brittisk basist. Hopper var en prominent musiker inom Canterburyscenen och var medlem av en av dess kändaste grupper Soft Machine under åren 1968–1973. Han medverkade även på soloalbum av Syd Barrett, Robert Wyatt och Kevin Ayers för att nämna några.

## Diskografi
Utivet under namnet "Hugh Hopper"
- 1973:  1984
- 1974:  Monster Band (utgivet 1979)
- 1976: Hopper Tunity Box
- 1984: Hugh Hopper and Odd Friends (EP, utgiven 1993)
- 1987: Alive!
- 1990: Meccano Pelorus
- 1994: Hooligan Romantics
- 1994: Carousel
- 1996: Best Soft (samlingsalbum)
- 2000: Parabolic Versions (samarbete)
- 2003: Jazzloops (samarbete)
- 2008: The Gift Of Purpose (live)
- 2014: Volume 1: Memories (tidiga inspelningar)
- 2014: Volume 2: Frangloband (Triton Club, Paris, 2004)
- 2014: Volume 3: North & South (med Mike Travis, Aberdeen, 1995)
- 2014: Volume 4: Four by Hugh by Four (Bimhuis, Amsterdam, 2000)
- 2014: Volume 5: Heart to Heart (med Phil Miller, Amsterdam, 2007)
- 2014: Volume 6: Special Friends (Short Wave konserter 1992 – 1995)
- 2014: Volume 7: Soft Boundaries (Triton Club, Paris, 2005)
- 2014: Volume 8: Bass On Top (studioalbum, Israel, 2007)
- 2015: Volume 9: Anatomy of Facelift (fem uppträdande med låten "Facelift", 1969 – 1971)
- 2015: Volume 10: Was A Friend (div. samarbeten)